# Збехи
Збехи (слч. Zbehy) насељено је мјесто са административним статусом сеоске општине (слч. obec) у округу Њитра, у Њитранском крају, Словачка Република.

## Становништво
| Година:    | 1994. | 2004.   | 2014.   | 2024.   |
| ---------- | ----- | ------- | ------- | ------- |
| Број људи: | 2044  | 2171    | 2261    | 2276    |
| Разлика:   |       | +6,21 % | +4,14 % | +0,66 % |

| Година:    | 2023. | 2024.   |
| ---------- | ----- | ------- |
| Број људи: | 2238  | 2276    |
| Разлика:   |       | +1,69 % |

Према подацима о броју становника из 2011. године насеље је имало 2.238 становника.